# 광명시 갑 (1996년 선거구)
광명시 갑은 대한민국의 옛 국회의원 선거구이다. 당시 경기도 광명시 일부 지역을 관할했다.

## 역사
대한민국 제15대 국회의원 선거를 앞두고 광명시 선거구가 광명시 갑, 광명시 을 선거구로 분구되면서 신설되었다. 
대한민국 제16대 국회의원 선거를 앞두고 광명시 갑, 광명시 을 선거구가 광명시 선거구로 통합되면서 폐지되었다.

## 역대 국회의원
| 선거   | 정당 | 정당           | 의원   |
| ------ | ---- | -------------- | ------ |
| 1996년 |      | 새정치국민회의 | 남궁진 |

## 역대 선거 결과

### 대한민국 제15대 국회의원 선거
|  | 35.27% |

|  | 33.30% |

|  | 19.87% |

|  | 10.79% |

|  | 0.74% |